# Shanica Knowles
Shanica Channell Knowles (Miami, 17 november 1990) is een Amerikaanse actrice.
Haar bekendste rol is Amber Addison uit "Hannah Montana", ze speelde ook Shauna Keaton in de film "Jump In!" en Vannessa in "Unfabulous" alsook een klein rolletje in Super Sweet 16:The Movie.

## Rollen
| jaar            | titel                                                         |
| --------------- | ------------------------------------------------------------- |
| 2001            | Next Big Star                                                 |
| 2002            | A Night At The Apollo                                         |
| 2005-2006       | Unfabulous                                                    |
| 2006            | New Year Sing-A-Long Bowl-A-Thon!                             |
| 2006-2010, 2011 | Hannah Montana                                                |
| 2007            | Dancing With The Stars / Jump In ! / Super Sweet 16:The Movie |